# Сержалы

Сержалы — река в России, протекает в Моршанском районе Тамбовской области. Левый приток Цны.

## География
Река Сержалы берёт начало восточнее села Савинские Карпели. Течёт в восточном направлении по открытой местности. Устье реки находится в 208 км по левому берегу реки Цны. Длина реки составляет 14 км. 

## Данные водного реестра
По данным государственного водного реестра России относится к Окскому бассейновому округу, водохозяйственный участок реки — Цна от города Тамбов и до устья, речной подбассейн реки — Мокша. Речной бассейн реки — Ока.
По данным геоинформационной системы водохозяйственного районирования территории РФ, подготовленной Федеральным агентством водных ресурсов:
- Код водного объекта в государственном водном реестре — 09010200312110000029171
- Код по гидрологической изученности (ГИ) — 110002917
- Код бассейна — 09.01.02.003
- Номер тома по ГИ — 10
- Выпуск по ГИ — 0